# Станчев, Никола
Никола Николов Станчев (болг. Никола Николов Станчев; 11 сентября 1930, Твырдица, Бургасская область, Болгария — 13 июля 2009, Бургас, Болгария) — болгарский борец вольного и греко-римского стилей, чемпион Олимпийских игр, девятикратный чемпион Болгарии по вольной борьбе и трёхкратный чемпион Болгарии по греко-римской борьбе  . Первый в истории болгарский олимпийский чемпион.

## Биография
Родился в Твырдице в 1930 году. Борцовскую карьеру начал случайно, в 1949 году, встретив в поезде знакомых из борцовской команды города Грудово, которые поехали в Софию для участия в чемпионате страны. Они пригласили его с собой, и Никола Станчев, не имея денег на поездку, заработал их носильщиком на вокзале. Никола Станчев произвёл огромное впечатление на тренера, назвавшего его самородным талантом. Вскоре борец был замечен тренером столичного ЦСКА и быстро попал в сборную.
На Летних Олимпийских играх 1956 года в Мельбурне боролся в категории до 79 килограммов (средний вес). Выбывание из турнира проходило по мере накопления штрафных баллов. Схватку судили трое судей, за чистую победу штрафные баллы не начислялись, за победу по очками при любом соотношении голосов начислялся 1 штрафной балл, поражение по очками при любом соотношении голосов или чистое поражение карались 3 штрафными баллами. Если борец набирал 5 или более штрафных баллов, он выбывал из турнира. Когда оставалось только три борца, они разыгрывали между собой медали (если не встречались в схватках до финального раунда). После начала финальных схваток, борцы могли продолжать выступления имея и более пяти штрафных баллов. Титул оспаривали 15 человек. В категории не было проведено как таковых финальных схваток, так как всё было решено в пятом круге. К пятому кругу награды оспаривали 4 борца: явный фаворит Дэн Ходж из США с 1 штрафным баллом, советский борец Георгий Схиртладзе с тремя баллами, Никола Станчев и турок Исмет Атлы с четырьмя баллами. Распределение мест зависело от результатов схваток Станчев — Ходж и Схиртладзе — Атлы. Советский борец смог победить турка только по очкам со счётом 2-1 и сравнялся по штрафным баллам со Станчевым. Болгарин же тушировал своего соперника, который агрессивно, но сумбурно атаковал Станчева, и когда Ходж начал неподготовленный бросок, Станчев сумел накрыть американца. Таким образом Станчев сам не набрал штрафных баллов и «наградил» лидировавшего до этой схватки Дэна Ходжа тремя баллами, что тоже уравняло его со Станчевым. В результате, трое борцов, включая Станчева, набрали по 4 балла, но Станчев в личных встречах победил обоих своих конкурентов и занял первое место.  
| Круг | Соперник           | Страна                                    | Результат | Основание                | Время схватки |
| ---- | ------------------ | ----------------------------------------- | --------- | ------------------------ | ------------- |
| 1    | Георгий Схиртладзе | Союз Советских Социалистических Республик | Победа    | 3-0 (1 штрафной балл)    | -             |
| 2    | Кацуо Кацурамото   | Япония                                    | Поражение | Туше (3 штрафных балла)  | 12:00         |
| 3    | Ганс Штерр         | Германия                                  | Победа    | Туше (0 штрафных баллов) | 4:23          |
| 4    | Бенгт Линдблат     | Швеция                                    | Победа    | Туше (0 штрафных баллов) | 14:50         |
| 5    | Дэн Ходж           | Соединённые Штаты Америки                 | Победа    | Туше (0 штрафных баллов) | 14:50         |

В 1957 году выступил на чемпионате мира, но сравнительно неудачно, заняв только 4 место. После окончания карьеры жил скромно, работал тренером до 1990 года, когда вышел на пенсию. 
В 2000 году снялся в короткометражном документальном фильме Чемодан в роли самого себя; также являлся художником этой картины и художником короткометражной картины Памятник (2003).  
Умер в 2009 году. Именем борца назван спортзал в Бургасе. В 2011 году в Твырдице открыт памятник Николе Станчеву. Тренер Райко Петров назвал борца «Гагариным болгарского спорта».  